# William Ramsay
William Ramsay (Glasgow, 2 oktober 1852 – High Wycombe, 23 juli 1916) was een Schots scheikundige. In 1904 won hij de Nobelprijs voor Scheikunde voor zijn ontdekking van edelgassen in lucht.

## Biografie
Ramsay was de zoon en enig kind van William Ramsay en Catharine Robertson. Hij was een neef van de Schotse geoloog Sir Andrew Ramsay. Hij studeerde scheikunde te Glasgow en later ook te Heidelberg, bij Robert Bunsen, en te Tübingen, bij Wilhelm Rudolph Fittig. Onder Fittig promoveerde hij in 1872 op het proefschrift "Investigations in the Toluic and Nitrotoluic Acids". Hij keerde terug naar Glasgow als assistent van Thomas Anderson aan het Anderson's Instituut. Hier hield hij zich primair bezig met de organische chemie, met name mengsels relateerd aan kinine en cinchonine.
Hij was achtereenvolgens professor te Bristol (1880-1887) en bij University College London (1887-1913). In 1876 ontwikkelde hij de scheikundige synthese van pyridine uit waterstofcyanide en acetyleen. Samen met Rayleigh ontdekte Ramsay in 1894 het element argon, dat zich tussen chloor en kalium bevindt in de tabel van Mendelejev.
Tussen 1895 en 1898, samen met Morris William Travers, ontdekte hij helium, neon, krypton en xenon. Hij ontdekte daarmee een nieuwe groep van elementen. Deze groep werd bekend als de "nul" groep, vanwege de nul valentie van deze elementen. Deze nulgroep wordt ook wel de groep van de edelgassen genoemd, omdat alle elementen hiervan steeds gasvormig zijn en omdat ze niet of uiterst moeilijk verbindingen vormen met andere elementen.
Op basis van de eigenschappen van helium, argon, krypton en xenon deed Ramsay voorspellingen over het toen nog onontdekte radon. In 1900 werd dit radioactieve edelgas ontdekt door Duitse natuurkundige Friedrich Ernst Dorn. Samen met Robert Whytlaw-Gray (1877-1958) wist Ramsay het gas te isoleren en zelfs een kleine hoeveelheid ervan vloeibaar te maken. Samenwerkend met Frederick Soddy ontdekte Ramsay in 1903 dat cleviet, een uraniumerts, een gas uitzendt met een spectrum dat identiek is aan wat in de zon door Norman Lockyer was waargenomen. Ofwel, bij het radioactieve verval van radium ontstaat helium, een ontdekking die de basis legde van de daarop volgende ontwikkeling van de kernfysica.
In 1904 kreeg hij de Nobelprijs voor Scheikunde, terwijl medeontdekker Lord Rayleigh datzelfde jaar de Nobelprijs voor Natuurkunde kreeg. In 1895 ontving hij de Davy-medaille en in 1907 de Matteucci Medal. In 1902 werd hij geridderd; hij mocht zich laten aanspreken als sir.

## Werken
- Elementary Systematic Chemistry (1891)
- The Gases of the Atmosphere, the History of their Discovery (1896)
- Modern Chemistry (1900, 2 delen)
- Introduction to the Study of Physical Chemistry (1904)
- Elements and Electrons (1913)

1901: Van 't Hoff ·
1902: E. Fischer ·
1903: Arrhenius ·
1904: Ramsay ·
1905: Baeyer ·
1906: Moissan ·
1907: Buchner ·
1908: Rutherford ·
1909: Ostwald ·
1910: Wallach ·
1911: Curie ·
1912: Grignard, Sabatier ·
1913: Werner ·
1914: Richards ·
1915: Willstätter ·
1918: Haber ·
1920: Nernst ·
1921: Soddy ·
1922: Aston ·
1923: Pregl ·
1925: Zsigmondy ·
1926: Svedberg ·
1927: Wieland ·
1928: Windaus ·
1929: Harden, Euler-Chelpin ·
1930: H. Fischer · 
1931: Bosch, Bergius ·
1932: Langmuir ·
1934: Urey ·
1935: F. Joliot-Curie, I. Joliot-Curie ·
1936: Debye ·
1937: Haworth, Karrer ·
1938: Kuhn ·
1939: Butenandt, Ružička ·
1943: Hevesy · 
1944: Hahn ·
1945: Virtanen ·
1946: Sumner, Northrop, Stanley ·
1947: Robinson · 
1948: Tiselius · 
1949: Giauque ·
1950: Diels, Alder ·
1951: McMillan, Seaborg ·
1952: Martin, Synge ·
1953: Staudinger ·
1954: Pauling ·
1955: Vigneaud ·
1956: Hinshelwood, Semjonov ·
1957: Todd ·
1958: Sanger ·
1959: Heyrovský ·
1960: Libby ·
1961: Calvin ·
1962: Perutz, Kendrew ·
1963: Ziegler, Natta ·
1964: Hodgkin ·
1965: Woodward ·
1966: Mulliken ·
1967: Eigen, Norrish, Porter ·
1968: Onsager ·
1969: Barton, Hassel ·
1970: Leloir ·
1971: Herzberg ·
1972: Anfinsen, Moore, Stein · 
1973: E.O. Fischer, Wilkinson · 
1974: Flory ·
1975: Cornforth, Prelog ·
1976: Lipscomb ·
1977: Prigogine · 
1978: Mitchell ·
1979: Brown, Wittig ·
1980: Berg, Gilbert, Sanger ·
1981: Fukui, Hoffmann ·
1982: Klug ·
1983: Taube ·
1984: Merrifield ·
1985: Hauptman, Karle ·
1986: Herschbach, Lee, Polanyi ·
1987: Cram, Lehn, Pedersen ·
1988: Deisenhofer, Huber, Michel ·
1989: Altman, Cech ·
1990: Corey ·
1991: Ernst ·
1992: Marcus ·
1993: Mullis, Smith ·
1994: Olah ·
1995: Crutzen, Molina, Rowland ·
1996: Curl, Kroto, Smalley ·
1997: Boyer, Walker, Skou ·
1998: Kohn, Pople ·
1999: Zewail ·
2000: Heeger, MacDiarmid, Shirakawa ·
2001: Knowles, Noyori, Sharpless ·
2002: Fenn, Tanaka, Wüthrich ·
2003: Agre, MacKinnon ·
2004: Ciechanover, Hershko, Rose ·
2005: Grubbs, Schrock, Chauvin ·
2006: Kornberg ·
2007: Ertl ·
2008: Shimomura, Chalfie, Tsien ·
2009: Steitz, Yonath, Ramakrishnan ·
2010: Heck, Negishi, Suzuki ·
2011: Shechtman ·
2012: Kobilka, Lefkowitz ·
2013: Karplus, Levitt, Warshel ·
2014: Betzig, Hell, Moerner ·
2015: Lindahl, Modrich, Sancar ·
2016: Sauvage, Stoddart, Feringa ·
2017: Dubochet, Frank, Henderson · 
2018: Arnold, Winter, Smith ·   
2019: Goodenough, Whittingham, Yoshino ·
2020: Charpentier, Doudna ·
2021: List, MacMillan ·
2022: Bertozzi, Meldal, Sharpless ·
2023: Bawendi, Brus, Jekimov ·
2024: Baker, Hassabis, Jumper